# Droga wojewódzka nr 544
Droga wojewódzka nr 544 (DW544) – droga wojewódzka łącząca Brodnicę z Ostrołęką o długości 164 km.